# Lake Brunton
Der Lake Brunton ist ein küstennaher See im Southland District der Region Southland auf der Südinsel von Neuseeland.

## Geographie
Der Lake Brunton befindet sich an der Südküste der Südinsel, rund 3 km östlich der Toetoes Bay und rund 19 km westlich des Waikawa Harbour. Der rund 22,2 Hektar große See besitzt einen Seeumfang von rund 2,36 km und liegt in einem Feuchtgebiet, nur rund 260 m von der Küste entfernt. Mit einer Westnordwest-Ostsüdost-Ausrichtung misst der See eine Länge von rund 880 m und kommt an seiner breitesten Stelle nicht über rund 510 m hinaus. Seine Zuflüsse generiert der See aus dem umliegenden Feuchtgebiet und entwässert sich an seinem südöstlichen Ende über einen rund 440 m langen Abfluss in den Pazifischen Ozean.